# اتصال من أجل التنمية
الاتصال من أجل التنمية (C4D) هو مصطلح واسع يُستخدم للإشارة إلى جميع الأنواع المختلفة للاتصالات التي يلزم حدوثها في المجتمعات إذا حدث تطور ديمقراطي مستدام.
ويشمل ذلك الوصول إلى المعلومات وتبادلها والحوار وابتكار المعرفة وفتح باب الوصول إلى المعرفة واتصال التطوير والاتصال الإستراتيجي والاتصال القائم على المشاركة والثقافة التعبيرية ووسائل الإعلام والبنية التحتية وتكنولوجيات المعلومات والاتصالات.
ويشير الاتصال من أجل التنمية إلى أن عمليات الاتصال غالبًا ما تعكس علاقات القوة وتهدف إلى معالجتها من خلال تفعيل قدرات الناس على الفهم والتفاوض والمشاركة في صنع القرار الذي يؤثر على حياتهم.
وأدى هذا الاهتمام المتزايد في هذا القطاع إلى عقد المؤتمر العالمي للاتصال من أجل التنمية الأول الذي نظمه فريق تطوير الاتصالات في منظمة الأغذية والزراعة والبنك الدولي ومبادرة الاتصال في روما، إيطاليا، في أكتوبر 2006.
ويتركز الاتصال من أجل التنمية على أربعة محاور هي:
1. الاتصال من أجل الرقي: يعمل الاتصال من أجل الرقي على تعزيز المعونات التنموية في الدول المانحة لتبرير كيفية إنفاق مصادر المعونات التنموية وأسبابه.
2. الاتصال من أجل الإنجاز: يسهل الاتصال من أجل الإنجاز تنفيذ المعونات التنموية في الدول النامية من خلال شرح برامج التنمية للسكان المحليين.
3. الاتصال من أجل التمكين: يمنح الاتصال من أجل التمكين القدرة للسكان المحليين على إعداد تقارير حول تنفيذ المعونات التنموية التي حصلوا عليها من الدول المانحة.
4. الاتصال من أجل التنسيق: يسمح الاتصال من أجل التنسيق للكيانات المانحة بتنسيق أنشطتها على نطاق عالمي من خلال سلسلة من القواعد وأدوات التنسيق.

الاتصال من أجل الرقي: يعزز المعونات التنموية في الدول المانحة.
تعزيز التعاون من أجل التنمية في الدول المانحة له هدف يشرح سبب وكيفية إنفاق أموال برامج المساعدات في الدول النامية والناشئة.
ويستهدف الاتصال اثنين من الجماهير هما: عامة الجماهير المهتمين بالجوانب العامة للتنمية وممثلي المجال المهتمين بالنواحي الفنية.
في حين يعتقد إستراتيجيو الاتصالات المكلفون بتعزيز الجوانب العامة للمعونة التنموية بين مواطني الدول المانحة أن الاتصال من أجل الرقي يتطلب تنسيقات «جادة» للوصول إلى الجمهور وحتى يُعرض من قِبل الصحفيين وصُناع الأفلام الوثائقية.
ولكن لسوء الحظ، تُركز الأخبار في المقام الأول على الأمور التي تسير على نحو «خاطئ»، وتقدم المعلومات في صورة كارثية.
ومن ناحية أخرى، فإن الأفلام الوثائقية، حتى وإن كانت مثيرة جدًا للاهتمام وتُصوَّر على أعلى المستويات، يصفها المذيعون كثيرًا جدًا بأنها «مملة» وعلى ذلك تُذاع في ساعات متأخرة من أيام الأسبوع أو في وقت مبكر من افتتاحيات شبكة التلفزيون في عطلة نهاية الأسبوع.
ولذلك، تقدم الأخبار صورة سلبية عن المعونات التنموية، التي تصنع التوترات والكوارث وفي الوقت نفسه تُشاهد الأفلام الوثائقية فقط من قِبل عدد قليل من مشاهدي التلفاز المقتنعين فعلاً بموضوع الفيلم ويعرفون ما يدور حوله الموضوع.
وبقدر ما يطلع الناس على معلومات حول المعونات التنموية، يشعرون بأن شيءًا لم يتغير على مر السنين: وأن الوضع مفجع ولم يتحقق أي تقدم... ويترتب على ذلك دفع المواطنين إلى اليأس والخمول. هذا الافتقار إلى الاهتمام والمشاركة يسهل من الحد من التمويل العام للتنمية ويجلب دعمًا أقل من جانب المواطنين للمنظمات غير الحكومية.
ولتقليل الحلقة المفقودة بين الجهات المانحة والواقع الميداني، يسلط الاتصال من أجل الرقي الضوء على الاتصال الإيجابي، الذي يُظهر النجاحات والنتائج الملموسة واستخدام التنسيقات العصرية والمشاركة التي تُحول الجماهير إلى مواطنين مشاركين ومستهلكين نشطاء.
ويدعم المواطنون المشاركون مشاريع التعاون في الدول النامية والتطوع في أنشطة المنظمات غير الحكومية. فقد دفعوا الحكومات لتنفيذ 0,7% من الميزانية المستهدفة للتنمية وطالبوها بدعم المعاهدات الدولية وتطبيقها واحترامها من خلال المنظمات متعددة الأطراف.
ويهتم المستهلكون النشطاء بسماتهم الأخلاقية والبيئية، مما يدعم التبادل الحر. ودفعوا أيضًا الشركات التجارية لتنفيذ ونشر برامج المسؤولية الاجتماعية المشتركة الخاصة بهم.

## وصلات خارجية
- FAO ComDev
- FAO ComDev on twitter
- Panos London
- The Communication Initiative Network
- UNICEF C4D
- Communication for Sustainable Development Initiative CSDI
- Com4Dev.info

## كتابات أخرى
- World Congress on Communication for Development - Lessons, Challenges, and the Way Forward[وصلة مكسورة] (2007)
- Panos London, At the heart of change: The role of communication in sustainable development (2007)
- Panos London, The case for communication in sustainable development (2007)